# Katharina Hagemeyer
Katharina „Käthe“ Hagemeyer (* 4. August 1908 in Hohenlimburg, Provinz Westfalen; † 12. Juli 2020 in Hagen, Nordrhein-Westfalen) war eine Supercentenarian und zeitweise ältester lebender Mensch in Deutschland. 
Zunächst arbeitete Katharina Hagemeyer als angestellte Köchin im Hotel zur Post in Milspe, dann in anderen Hotels und schließlich in Privathaushalten in ganz Deutschland. Sie war ledig und kinderlos und lebte zuletzt geistig klar in einem Hagener Seniorenheim, zuvor noch bis zu ihrem 102. Lebensjahr eigenständig in ihrer Hohenlimburger Wohnung.
Hagemeyer war älteste bekannte Einwohnerin der Stadt Hagen und seit dem Tod Mathilde Manges am 28. Oktober 2019 auch älteste lebende Person Deutschlands. Sie verstarb im Juli 2020 im Alter von 111 Jahren und 343 Tagen. 2022 wurde ihr Alter durch die Gerontology Research Group verifiziert.